# دوغ هيجدال
دوغلاس برنت هيغدال (ولد في 3 سبتمبر 1946) هو ضابط صف سابق من الدرجة الثانية (E-5) في بحرية الولايات المتحدة أُسر حرب خلال حرب فيتنام. بعد إطلاق سراحه المبكر، قدّم معلومات عن نحو 256 أسير حرب أميركي، بالإضافة إلى كشفه عن أوضاع معسكرات الأسرى.

## الحياة المبكرة والمسيرة العسكرية
وُلد هيغدال في 3 سبتمبر 1946. كان والداه من أصول نرويجية، وذكر أن جميع أفراد عائلته من اللوثريين المتدينين. تخرّج من مدرسة كلارك الثانوية في كلارك، داكوتا الجنوبية في 24 مايو 1966، ثم التحق مباشرةً ببحرية الولايات المتحدة. وبعد التدريب الأساسي والتخصصي، رُقي إلى رتبة بحار مبتدئ وأُرسل إلى محطة ديكسي.
في الساعات الأولى من صباح 6 أبريل 1967،، كان هيغدال (20 عامًا) على متن USS Canberra في خليج تونكين على بعد حوالي 5 كيلومترات من الساحل، عندما أسقطه انفجار مدفع عيار 5 إنش في البحر. سبح لساعات حتى عثر عليه صيادون فيتناميون عاملوه بلطف. أُبلغ عن فقدانه في تفقد السفينة الساعة 11:30 صباحًا. وبعد عمليتي تفتيش للسفينة، تم تصنيفه رسميًا كـ "مفقود نتيجة السقوط في البحر". لاحقًا، سلّمه الصيادون إلى المليشيا الفيتنامية التي ضربته بأعقاب البنادق قبل نقله إلى سجن "هانوى هيلتون" الشهير.
ظنّ المحققون في البداية أنه كوماندوز أو جاسوس، واعتبروا قصته عن السقوط في البحر غير قابلة للتصديق. فقرر هيغدال التظاهر بالغباء الشديد لتقليل اهتمامهم به. وبعد تعرّضه للضرب لعدة أيام، نجح في إقناعهم أنه شخص بسيط لا قيمة له في دعايتهم، وساعده مظهره الريفي وشبابه على ذلك.
عندما طُلب منه كتابة بيانات مناهضة لأمريكا، تظاهر بالأمية، فتم تعيين شخص لتعليمه القراءة. وبعدما أظهر عدم القدرة على التعلم، تخلّوا عنه. عُرف لاحقًا بلقب "الأحمق بشكل لا يُصدّق"، وسُمح له بالتجول بحرية نسبية داخل المعسكر.
أفاد هيغدال أن الأسرى الأميركيين كانوا يتأكدون من هوية الأسرى الجدد من خلال طرق نغمة "شيف أند إيه هيركات" على الجدار وانتظار الرد، ثم يستخدمون رمز الطرق للتواصل الآمن. بمساعدة الأسير وزميله جوزيف كريكا من سلاح الجو الأميركي، حفظ هيغدال أسماء وتفاصيل 256 أسيرًا. كما زعم زميله القائد ريتشارد أ. ستراتون أن هيغدال استطاع إقناع آسريه بالحاجة لنظارات جديدة، وحفظ الطريق إلى هانوي خلال رحلته إلى مركز البصريات.
خلال أسره، عطّل خمسة شاحنات بوضع التراب في خزانات الوقود.
كان من بين ثلاثة أسرى حُرروا في 5 أغسطس 1969، إلى جانب الملازم البحري روبرت فريشمان والنقيب الجوي ويسلي رامبل، كخطوة دعائية من الشمال الفيتنامي. رغم الاتفاق بين الأسرى على عدم قبول الإفراج المبكر، تم استثناء هيغدال لإبلاغ العالم عن أوضاع الأسرى.
بعد تسريحه من الخدمة، أرسله روس بيرو في ديسمبر 1970 إلى محادثات باريس للسلام، حيث كشف للفيتناميين عن الانتهاكات بحق الأسرى من واقع تجربته.

## الحياة بعد الحرب والاعتراف الأوسع
بعد عودته إلى الولايات المتحدة، استخدم هيغدال خبراته كمدرب في مدرسة البقاء والتفادي والمقاومة والهروب التابعة لبحرية الولايات المتحدة في محطة نورث آيلاند الجوية البحرية في سان دييغو. ترك البحرية برتبة ضابط صف من الدرجة الثانية.
رُويت قصته في الموسم السادس، الحلقة 15 من برنامج Drunk History على قناة كوميدي سنترال. كما عُرضت في الحلقة السابعة من الموسم الرابع لمسلسل The Night Shift على منصة أمازون برايم.
صدر كتاب بعنوان البطل الحربي غير المتوقع: قصة أسير حرب فيتنامي عن الشجاعة والصمود في هانوي هيلتون، وهو سيرة ذاتية من نوع الحياة اليومية تركز على تجارب هيغدال خلال حرب فيتنام وبعدها، للصحفي والمؤرخ مارك ليبسون، في ديسمبر 2024 عن دار Stackpole للنشر.

## الجوائز
|  |  |  |
|  |  |  |
|  |  |  |

| وسام القلب الأرجواني      | شريط العمل القتالي                           | وسام الخدمة المدنية الاستثنائية للبحرية |
| شعار وحدة البحرية للجدارة | وسام أسير الحرب                              | وسام خدمة الدفاع الوطني                 |
| وسام خدمة فيتنام          | وسام الصليب التذكاري للوحدة – جمهورية فيتنام | وسام حملة فيتنام                        |